# Luxwoude
Luxwoude est un village situé dans la commune néerlandaise d'Opsterland, dans la province de la Frise. Son nom en frison est Lúkswâld. Le 1er janvier 2008, le village comptait 427 habitants.